# Lorenzo Zambrano

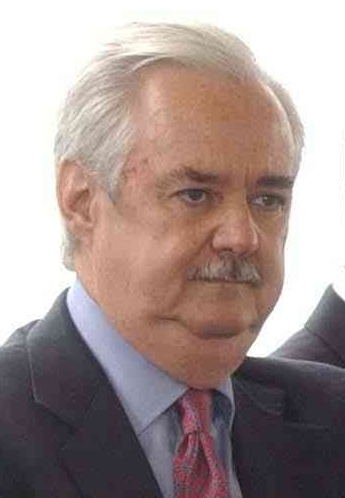
Lorenzo Zambrano

Lorenzo H. Zambrano Treviño (* 27. März 1944 in Monterrey, Nuevo León; † 12. Mai 2014 in Madrid) war ein mexikanischer Unternehmer. Er war Vorstandsvorsitzender und Chief Executive Officer von CEMEX, einem der größten Zement-Hersteller der Welt.

## Leben
Zambrano wurde in Monterrey in eine Familie der Oberklasse geboren. Er machte 1966 einen Abschluss als Bachelor in Maschinenbau am Instituto Tecnológico y de Estudios Superiores de Monterrey (ITESM) und erwarb 1968 einen MBA an der Stanford Business School.
1968 begann er seine Tätigkeit beim Zementunternehmen CEMEX, das sein Großvater 1906 gegründet hatte. 1985 wurde er dessen CEO. Er war außerdem Mitglied des Vorstandes von IBM und der internationalen Räte von Citigroup und Allianz sowie der Verwaltungsräte von Fomento Económico Mexicano, des Bauunternehmens ICA, von Alfa, Grupo Financiero Banamex, dem Glashersteller Vitro und der Televisa-Gruppe sowie des ITESM und des Museums für zeitgenössische Kunst in Monterrey. Bis 2005 gehörte er dem Aufsichtsrat der DaimlerChrysler AG an. Bis Januar 2006 war er Teil des Rates der Stanford University Graduate School of Business.
Zambrano und seine Familie wurden in der Liste der reichsten Menschen der Welt des Forbes Magazine für das Jahr 2006 mit einem geschätzten Vermögen von 1,8 Mrd. US-Dollar auf Platz 428 gelistet.